# Pentti Uotinen
Pentti Armas Uotinen (ur. 27 września 1931 w Orimattila, zm. 3 listopada 2010 w Lahti) – fiński skoczek narciarski.

## Kariera
Pentti Armas Uotinen brał udział w zawodach w latach 1951–1957. Zajął ósme miejsce podczas konkursu skoków narciarskich na normalnej skoczni w czasie igrzysk olimpijskich w Oslo, w 1952. Jedyne zwycięstwo w jego sześcioletniej karierze miało miejsce podczas zawodów w Oberstdorfie, 29 grudnia 1956.

## Igrzyska olimpijskie
- Indywidualnie
  - 1952 Oslo (NOR) – 8. miejsce (duża skocznia ex-aequo z Seppem Weilerem z RFN)